# 차파옙스크

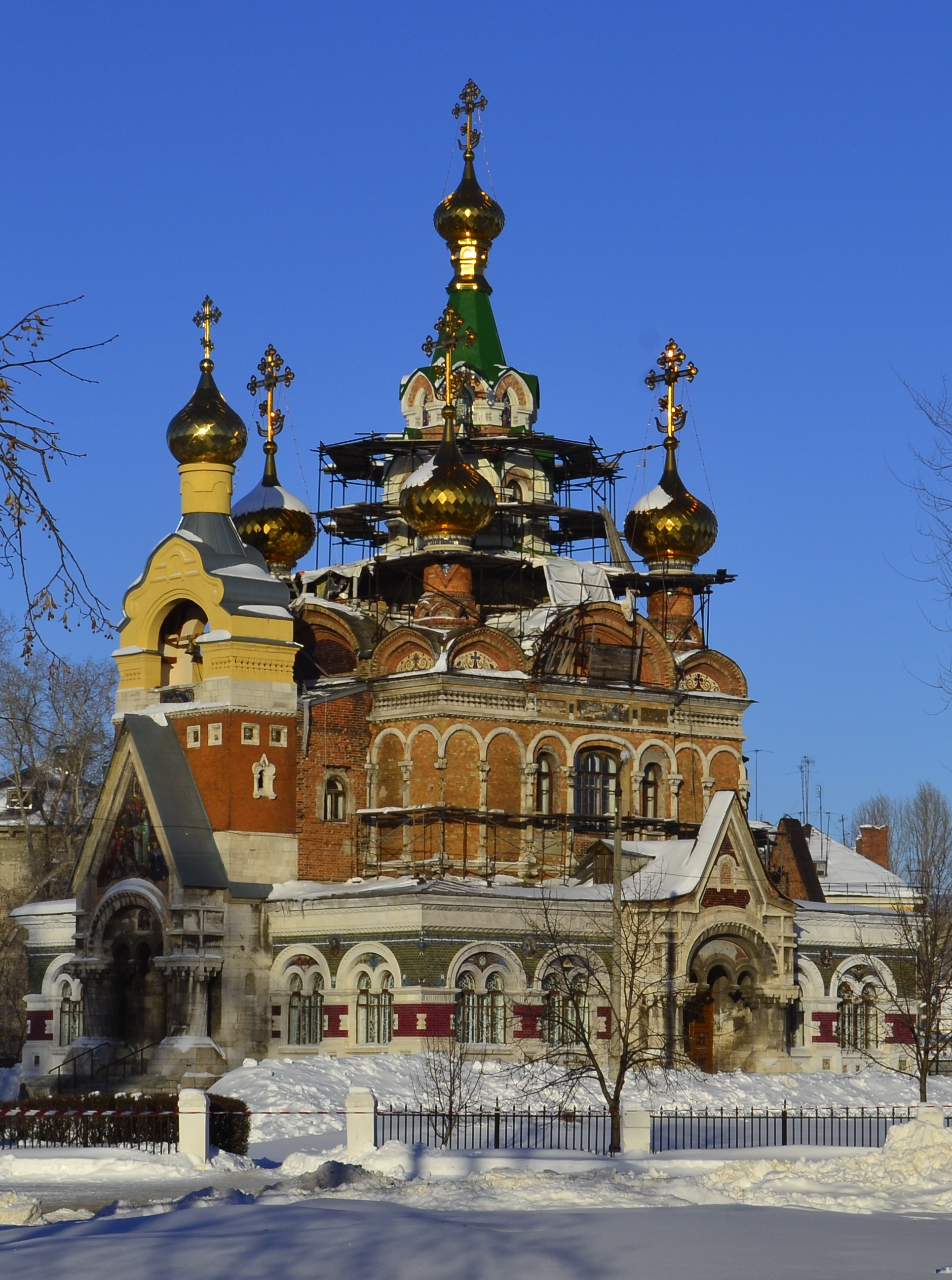

차파옙스크(러시아어: Чапаевск)는 사마라 주에 있는 도시이다. 볼가강의 지류인 차파옙스카 강이 이 도시에서 흐른다. 인구는 8만2,000명이다.